# 王堦
王堦（1556年—1598年），字震吉，號銘池，湖廣承天府京山縣人，軍籍，明朝政治人物。

## 生平
萬曆四年（1576年）丙子科湖廣鄉試第十六名舉人，萬曆十一年（1583年）中式癸未科會試第二百五十七名，三甲第二百六十五名進士。吏部觀政，十三年授行人，十七年升户部主事，十九年蘇松监兑，二十一年丁憂，二十四年補主事，本年差浙江监兑，二十六年升员外郎，本年升郎中，升漳州知府，卒于官。

## 家族
曾祖王大受；祖父王寀；父王宗靖。母徐氏；繼母舒氏。具慶下。妻夏氏。弟王堵、王垍、王堪。